# Steinach (Ortenaukreis)
Steinach ist eine Gemeinde im Ortenaukreis in Baden-Württemberg.

## Geographie

### Lage
Steinach liegt im Tal der badischen Kinzig im mittleren Schwarzwald zwischen 200 und 600 Meter Höhe.

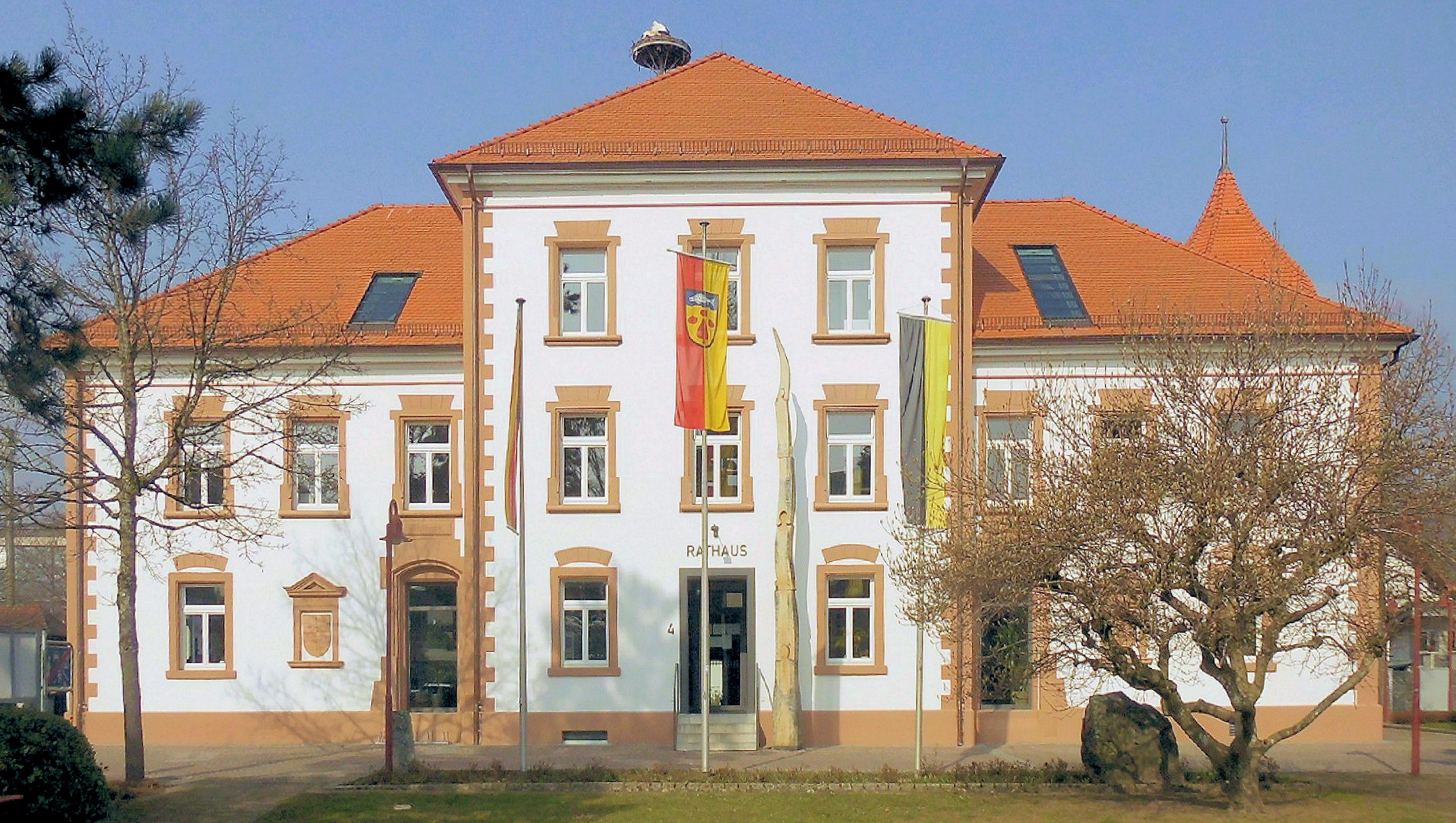
Rathaus Steinach

### Nachbargemeinden
Die Gemeinde grenzt im Norden an Biberach und die Stadt Zell am Harmersbach, im Osten an die Stadt Haslach, im Süden an Hofstetten und im Westen an Schuttertal.

### Gemeindegliederung
Zur Gemeinde Steinach mit der ehemals selbständigen Gemeinde Welschensteinach gehören 25 Dörfer, Weiler, Zinken, Höfe und Häuser. Zur Gemeinde Steinach in den Grenzen von 1971 gehören das Dorf Steinach, die Weiler Bocksbach, Hinterbach, Lachen, Niederbach, Oberbach, Sarach, Schwenden und Stricker(höfe), der Gemeindeteil Krafzig, der Zinken Einet, die Höfe Bolinsberg (Bellisberg), Dochbach (Mittel, Ober und Unter), Runzengraben und Wanglig und die Wohnplätze Artenberg, Eichlesmatt, Großmatt und Im Leh. Zur ehemaligen Gemeinde Welschensteinach gehören die Dörfer Obertal und Untertal und die Höfe Birlinsbach, Klettner, Langbrunnen und Mühlsbach.
Im Gemeindeteil Steinach liegen die abgegangenen Ortschaften Feutschenberg, Haldenberg und Silberhof, der Hof Schnait ist in Steinach aufgegangen.

## Geschichte

### Frühe Geschichte
Steinach wurde erstmals 1139 in einer Urkunde von Papst Innozenz II. erwähnt, in welcher der Papst dem Kloster Gengenbach den Besitz von Steinach bestätigt. 1280 gerät der Ort unter die Herrschaft der Herren von Geroldseck. Das Kloster Gengenbach übernimmt 1380 die Grundherrschaft, muss die Herrschaft jedoch ab 1423 stückweise an die Herren von Fürstenberg abgegeben.

### Verwaltungsgeschichte
Im Rahmen der Mediatisierung aufgrund des Reichsdeputationshauptschlusses fällt Steinach 1806 an das Großherzogtum Baden. Dort gehört es lange zum Landkreis Wolfach, der 1973 im neuen Ortenaukreis aufgeht.

### Eingemeindungen
Am 1. Februar 1972 wurde die bis dahin selbstständige Gemeinde Welschensteinach nach Steinach eingemeindet.

## Demographie
Einwohnerzahlen nach dem jeweiligen Gebietsstand.
| Jahr | Einwohnerzahl |
| ---- | ------------- |
| 1834 | 1.507         |
| 1885 | 1.338         |
| 1939 | 1.511         |
| 1961 | 2.021         |
| 1970 | 2.278         |
| 2011 | 4.000         |
| 2022 | 3.992         |

## Religionen
Die Reformation wurde 1541 von Graf Wilhelm zu Fürstenberg eingeführt, 1549 wurde Steinach unter dessen Bruder wieder katholisch, und bis heute ist der Ort noch vorwiegend römisch-katholisch geprägt. So gibt es in beiden Ortsteilen je eine katholische Kirche. Die wenigen evangelischen Gläubigen werden von Haslach im Kinzigtal aus geistlich versorgt. Seit der Dekanatsreform am 1. Januar 2008 gehört Steinach und die Kreuzerhöhung-Kirche zum Dekanat Offenburg-Kinzigtal und gehört zudem zur Seelsorgeeinheit Haslach.

## Politik
Die Gemeinde gehört der Vereinbarten Verwaltungsgemeinschaft der Stadt Haslach an.

### Gemeinderat
Der Gemeinderat in Steinach hat 12 Mitglieder. Er besteht aus den gewählten ehrenamtlichen Gemeinderäten und dem Bürgermeister als Vorsitzendem. Der Bürgermeister ist im Gemeinderat stimmberechtigt. Die Kommunalwahl am 9. Juni 2024 führte zu folgendem vorläufigen Endergebnis.
| Parteien und Wählergemeinschaften | Parteien und Wählergemeinschaften           | % 2024 | Sitze 2024 | % 2019 | Sitze 2019 | Kommunalwahl 2024 %706050403020100 27,7 %60,6 %11,7 % CDUFWGrüneGewinne und Verlusteim Vergleich zu 2019 %p 12 10 8 6 4 2 0 −2 −4 −6 −8−10−12−14−16−15,7 %p+4,0 %p+11,7 %pCDUFWGrüne |
| CDU                               | Christlich Demokratische Union Deutschlands | 27,7   | 3          | 43,4   | 5          | Kommunalwahl 2024 %706050403020100 27,7 %60,6 %11,7 % CDUFWGrüneGewinne und Verlusteim Vergleich zu 2019 %p 12 10 8 6 4 2 0 −2 −4 −6 −8−10−12−14−16−15,7 %p+4,0 %p+11,7 %pCDUFWGrüne |
| FW                                | Freie Wähler                                | 60,6   | 8          | 56,6   | 7          | Kommunalwahl 2024 %706050403020100 27,7 %60,6 %11,7 % CDUFWGrüneGewinne und Verlusteim Vergleich zu 2019 %p 12 10 8 6 4 2 0 −2 −4 −6 −8−10−12−14−16−15,7 %p+4,0 %p+11,7 %pCDUFWGrüne |
| Grüne                             | Bündnis 90/Die Grünen                       | 11,7   | 1          | --     | --         | Kommunalwahl 2024 %706050403020100 27,7 %60,6 %11,7 % CDUFWGrüneGewinne und Verlusteim Vergleich zu 2019 %p 12 10 8 6 4 2 0 −2 −4 −6 −8−10−12−14−16−15,7 %p+4,0 %p+11,7 %pCDUFWGrüne |
| gesamt                            | gesamt                                      | 100,0  | 12         | 100,0  | 12         | Kommunalwahl 2024 %706050403020100 27,7 %60,6 %11,7 % CDUFWGrüneGewinne und Verlusteim Vergleich zu 2019 %p 12 10 8 6 4 2 0 −2 −4 −6 −8−10−12−14−16−15,7 %p+4,0 %p+11,7 %pCDUFWGrüne |
| Wahlbeteiligung                   | Wahlbeteiligung                             | 71,6 % | 71,6 %     | 64,6 % | 64,6 %     | Kommunalwahl 2024 %706050403020100 27,7 %60,6 %11,7 % CDUFWGrüneGewinne und Verlusteim Vergleich zu 2019 %p 12 10 8 6 4 2 0 −2 −4 −6 −8−10−12−14−16−15,7 %p+4,0 %p+11,7 %pCDUFWGrüne |

### Bürgermeister
Die Bürgermeister von Steinach seit 1907:
- 1907–1919 Xaver Schwendemann (Sägewerksbesitzer)
- 1919–1923 Joseph Kopf
- 1923–1933 Georg Schwendemann (Bäckermeister)
- 1933–1945 Xaver Neumaier (NSDAP)
- 1945–1946 Wilhelm Korhummel (kommissarisch)
- 1946–1948 Josef Herr
- 1948–1965 Ludwig Witt
- 1965–1985 Helmut Belli
- 1985–2001 Harald Firnkes
- 2001–2017 Frank Edelmann

Am 24. September 2017 wurde mit 92,6 Prozent der Stimmen als neuer Bürgermeister Nicolai Bischler gewählt.

### Partnerschaften
Steinach unterhält mit folgender Stadt eine Städtepartnerschaft:
- Lay-Saint-Christophe, Département Meurthe-et-Moselle, Frankreich, seit 1976

Steinach unterhält mit folgender Stadt eine Städtefreundschaft:
- Steinach, Thüringen, Deutschland

Der Ortsteil Welschensteinach unterhält mit folgender Gemeinde eine Partnerschaft:
- Truchtersheim, Département Bas-Rhin, Frankreich

Ein Fahrzeug der Ortenau-S-Bahn trägt den Namen Steinach.

## Kultur und Sehenswürdigkeiten
Steinach liegt am Großen Hansjakobweg, einem Wanderweg, der an vielen Sehenswürdigkeiten vorbeiführt.

### Museen
Am Adlerplatz im Ortskern befindet sich in einem ehemaligen Wirtschaftsgebäude und alten Tanzboden des Gasthauses Zum Adler das Heimat- und Kleinbrennermuseum.

### Musik
Kulturelle Vereine sind unter anderem der 1881 gegründete Musikverein „Harmonie“ Steinach und der seit 1860 bestehende Gesangverein „Eintracht“ Steinach. In Welschensteinach gibt es die Musikkapelle Welschensteinach und den Gesangverein „Liederkranz“.

### Bauwerke
Das kunsthistorisch bedeutendste Bauwerk Steinachs ist die Pfarrkirche Hl. Kreuz (Patrozinium 14. September). Sie wurde 1750/51 im Auftrag des Fürsten zu Fürstenberg durch den damaligen fürstenbergischen Bau- und Werkmeister Franz Joseph Salzmann erbaut. Teile des Fundaments der mittelalterlichen Kirche, die beim Neubau weitgehend abgetragen wurde, befinden sich im Bereich des heutigen Kirchturmes. Darüber, im Bereich der Sakristei, ist der alte Chorraum mit Fragmenten alter Fresken erhalten. Die Ausstattung im Stil des Rokokos wurde weitgehend bis 1778 ausgeführt, unterlag aber immer wieder Einschränkungen durch Einsparungen seitens der fürstlichen Hand. 1889 wurde das Langhaus verlängert.

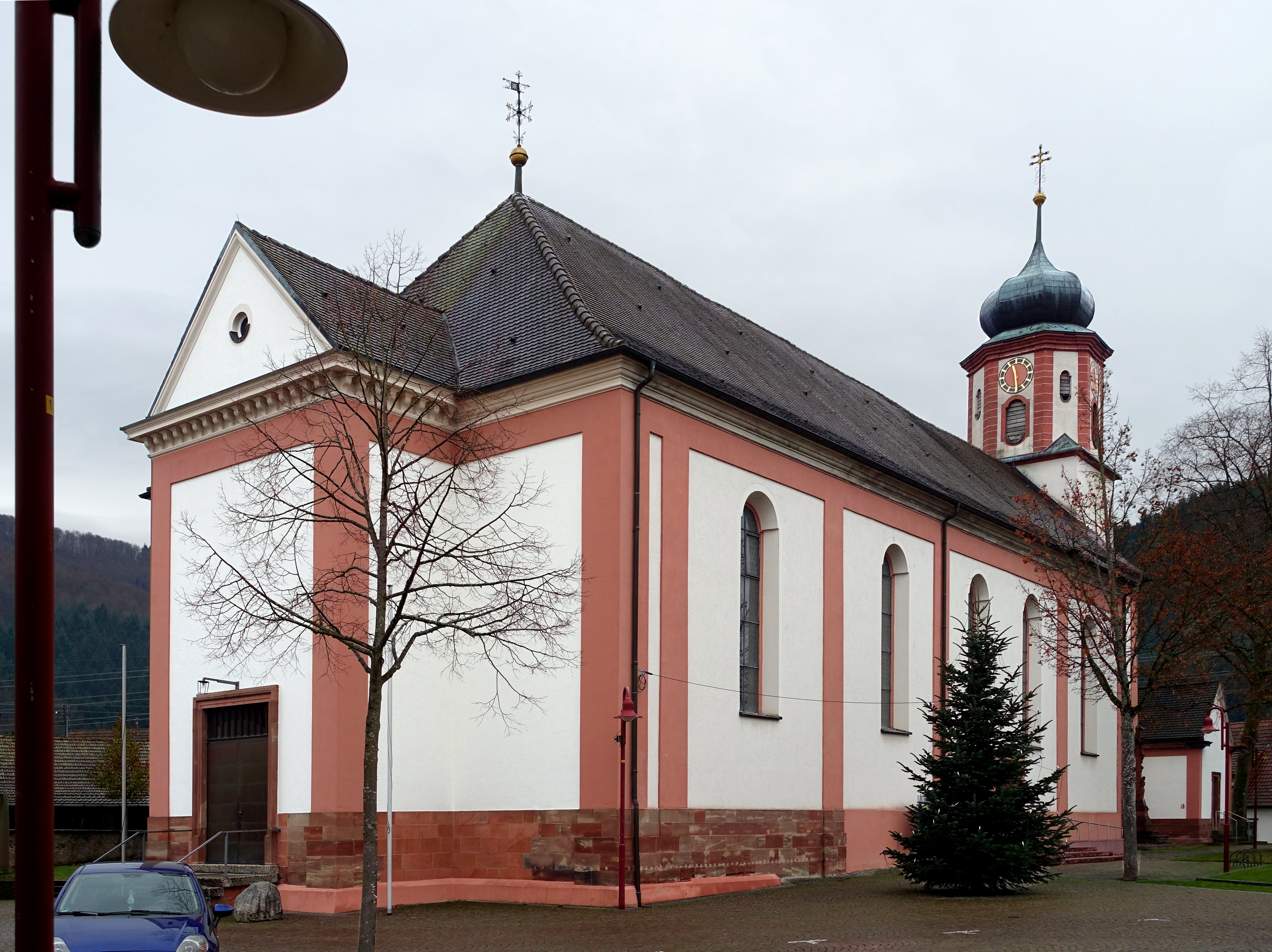
Heiligkreuzkirche
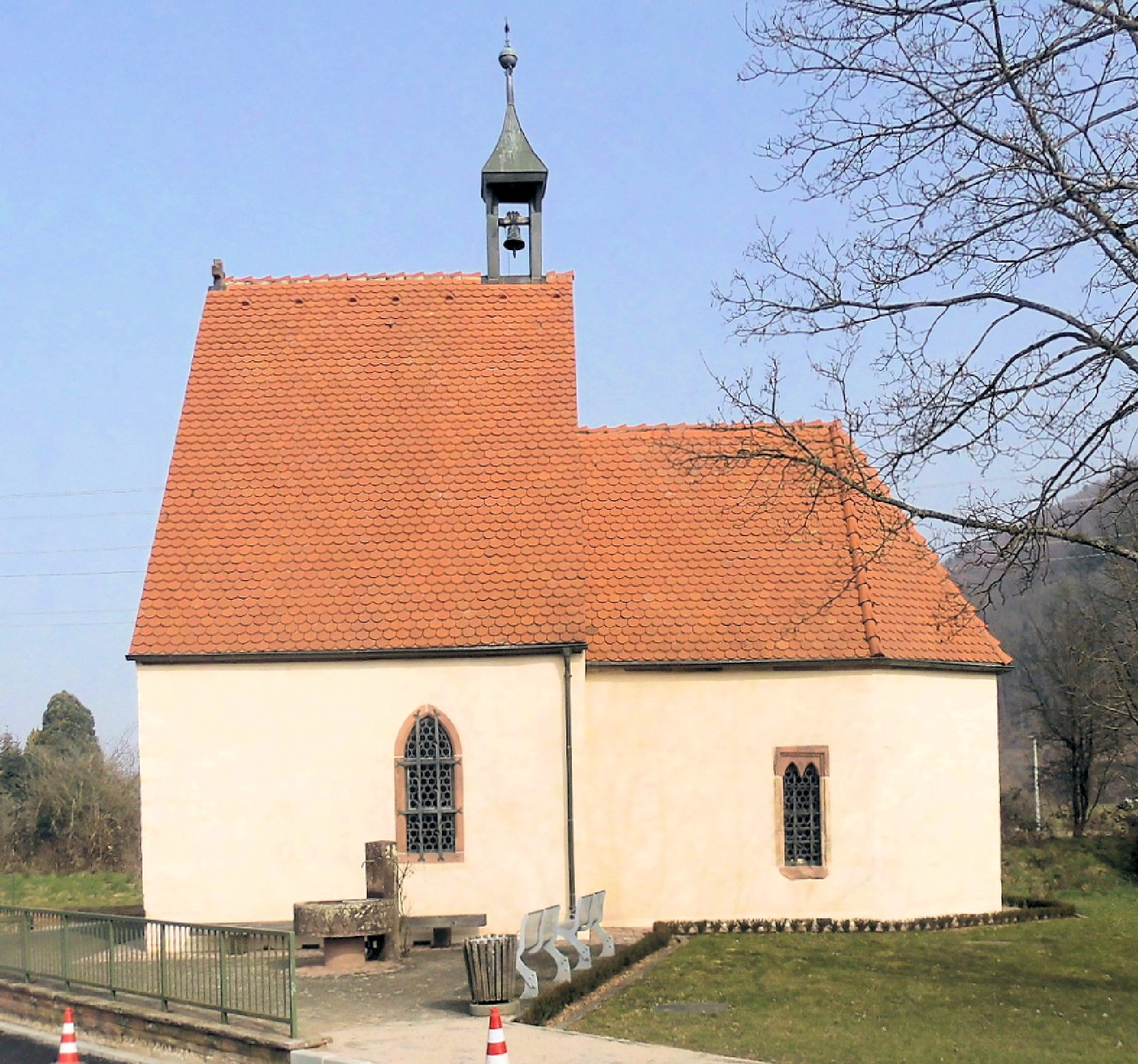
Schneekapelle
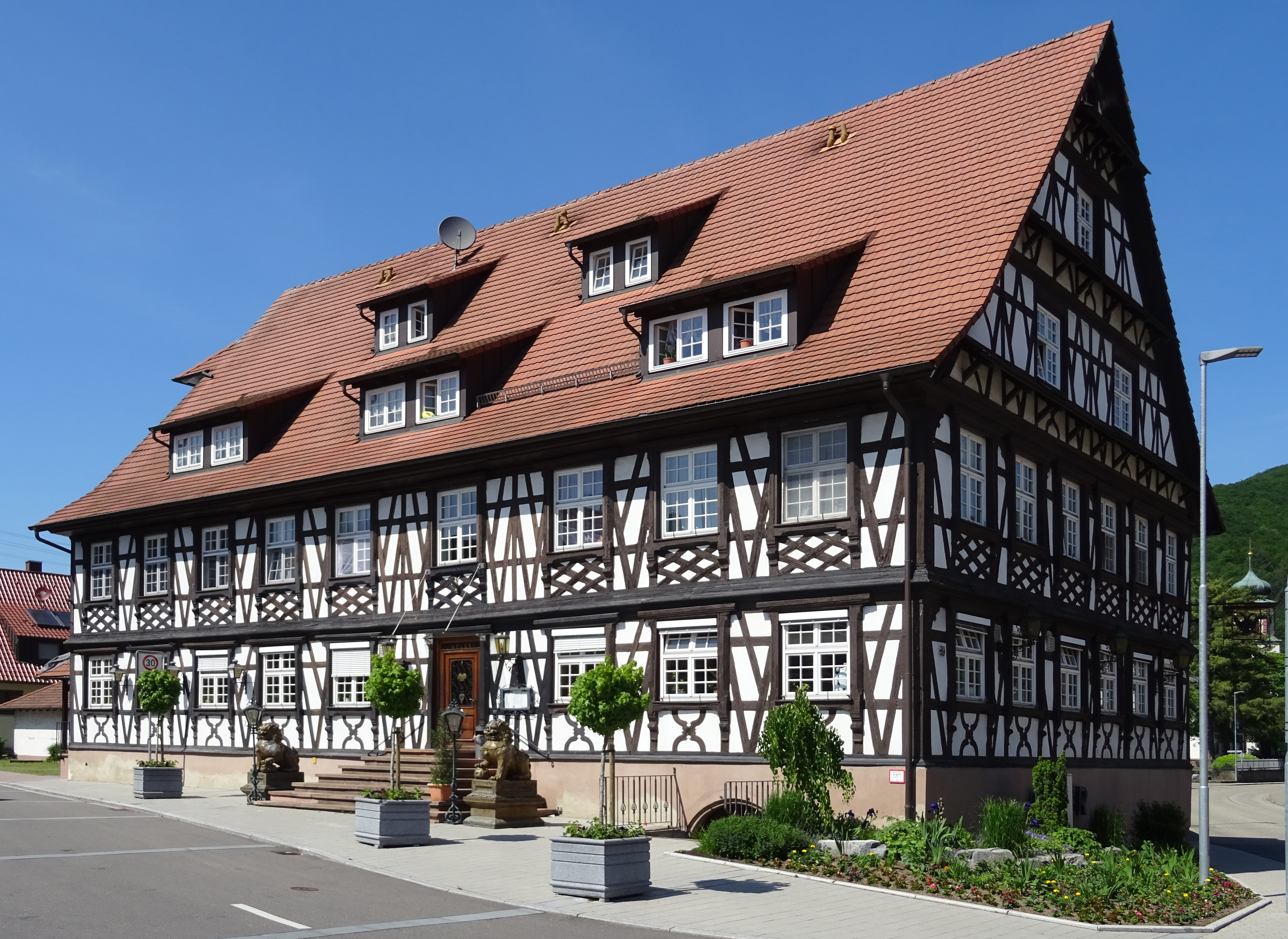
Gasthaus Schwarzer Adler

## Wirtschaft und Infrastruktur

### Verkehr
Steinach liegt nahe der Bundesstraße 33, die seit geraumer Zeit außerhalb des Ortes verläuft, die es nach Südosten über den Schwarzwald mit Villingen-Schwenningen, Donaueschingen und der Bodenseegegend verbindet. Sie bildet nach Nordwesten die Hauptverbindungsstraße durch das Kinzigtal nach Offenburg. Die L103 verbindet den Ortsteil Welschensteinach mit Steinach.
Die Gemeinde liegt an der badischen Schwarzwaldbahn (Offenburg–Singen (Hohentwiel)). Am im Süden des Orts gelegenen Haltepunkt Steinach (Baden) halten Regionalzüge der DB Regio und der Südwestdeutschen Landesverkehrs-AG (SWEG).
Durch eine Alltagsroute aus dem Radnetz Baden-Württemberg ist Steinach über Unterentersbach, Biberach und Gengenbach mit Offenburg und in der anderen Richtung mit Haslach im Kinzigtal verbunden.
Durch Steinach verläuft als Landes-Radfernweg der Naturpark-Radweg Schwarzwald Mitte/Nord. Er führt rund um selbigen Naturpark. Er verläuft dabei von Freudenstadt über Haslach durch das Kinzigtal (Kinzigtalradweg) nach Steinach und weiter über Gengenbach nach Offenburg.

### Medien
- Lokalausgaben des Schwarzwälder Boten und der Mittelbadischen Presse (Offenburger Tageblatt)

### Bildung
In Steinach gibt es mit der Georg-Schöner-Schule eine Grundschule; im Ortsteil Welschensteinach befindet sich eine Außenstelle der Grundschule. Die nächste Realschule befindet sich in Haslach, das nächste Gymnasium in Hausach (Robert-Gerwig-Gymnasium). Außerdem besteht in beiden Ortsteilen je ein römisch-katholischer Kindergarten.

## Persönlichkeiten

### Ehrenbürger
- Gertrud Maier, Unternehmerin
- Wilhelm (Willi) Heitzmann, Elektromeister, Mitglied des Gemeinderates (1965–2009)

### Söhne und Töchter der Gemeinde
- Georg Schöner (1864–1941), kath. Pfarrer, Rosenzüchter

### Weitere Persönlichkeiten, die mit der Gemeinde in Verbindung stehen
- Thomas Dold (* 1984), Treppen-, Berg- und Rückwärtsläufer
- Anika Maldacker (* 1988), Journalistin und Redakteurin

## Veranstaltungen
Der Musikverein veranstaltet jährlich am Tag der Deutschen Einheit (3. Oktober) die „kulinarische Mostwanderung“. Dabei werden Schwarzwälder Spezialitäten und viel Blasmusik geboten.